# João Ferreira (Braziliaans voetballer)
João Ferreira, beter bekend onder zijn spelersnaam Bigode (Belo Horizonte, 4 april 1922 – São Mateus, 31 juli 2003) was een Braziliaans voetballer. Hij werd algemeen beschouwd als een van de beste Braziliaanse voetballers. Hij stond bekend om het markeren van tegenstanders, tackelen en zijn lange bereik van passeren en hij was een snelle verdediger en hij wordt beschouwd als een van de beste linksbacks ooit. Zijn belangrijkste deugd was zijn fysieke kracht, met grote kracht en snelheid maakte hij efficiënte markeringen en de rivaliserende vleugelspelers hadden moeite om hem één op één te overwinnen. Hij stond in de volksmond bekend als "Bigode" of "Bigodinho" (snor in het Portugees) omdat hij altijd een snor had.

## Biografie

### Clubcarrière
Bigode begon zijn carrière bij Sete de Setembro in 1939, waar hij zich goed liet zien, waarna hij werd opgenomen in het team van een van de leiders van het Braziliaanse voetbal. Al snel maakte hij de overstap naar Atlético Mineiro vanwege zijn grote vaardigheden als verdediger, waarbij hij het staatskampioenschap won in 1941 en 1942. In 1943 verhuisde hij naar Fluminense en speelde daar zes jaar, waarbij hij in 1946 het staatskampioenschap won en was een sleutelrol speler voor de club. Vervolgens ging hij in 1949 spelen voor aartsrivaal Flamengo, waar hij een formidabel verdedigend duo vormde met Juvenal, dat werd beschouwd als een van de beste verdedigingen aller tijden, en keerde in 1952 terug naar zijn oude liefde Fluminense, waar hij ook een einde maakte aan zijn carrière in 1956.

### Internationale carrière
Bigode speelde 16 wedstrijden voor het nationale team en scoorde één doelpunt. In 1949 maakte hij zijn debuut voor de nationale ploeg en werd hij met zijn team Zuid-Amerikaans kampioen en in 1950 zat hij in de WK-selectie die in eigen land werd gespeeld. Ze bereikten de finale, bekend als de Maracanaço. Bigode moest tijdens de finale Alcides Ghiggia markeren. Niemand had verwacht dat Brazilië thuis zou verliezen van Uruguay, Bigode speelde een slechte wedstrijd, Ghiggia dribbelde hem bij beide doelpunten voorbij en hij kreeg samen met Barbosa en Juvenal de schuld van de nederlaag. Na de wedstrijd werd hij niet meer opgeroepen voor het nationale team, maar in 1952 keerde hij na zijn afwezigheid van 2 jaar terug naar het Braziliaanse nationale team. In 1953 werd hij geselecteerd om te spelen voor de Copa América. Hij vormde een formidabel trio op het middenveld met Bauer en Danilo en toonde een van zijn beste prestaties tijdens dat toernooi als stoere tackler en balwinnaar. Na het toernooi trok hij zich voorgoed terug uit de Seleção. 

## Na pensionering
Na zijn pensionering in 1956 opende Bigode een radioreparatiebedrijf in Belo Horizonte.

## Dood
In 2003 stierf Bigode op 81-jarige leeftijd aan ademhalingsproblemen in zijn geboortestad Belo Horizonte.